# 升州路 (南京)
升州路是中国江苏省南京市的一条街道，位于秦淮区。该路为东西走向，东起中华路（三山街），西到水西门，与莫愁路交汇，横贯南京最古老的城区。该路在南唐时期已经形成金陵城内的东西干道。1930年代拓宽成为现代马路，并以南京历史上的名称命名为昇州路。
昇州路中段，原名讲堂大街。